# Communauté de communes Dordogne-Eyraud-Lidoire
La communauté de communes Dordogne-Eyraud-Lidoire est une ancienne communauté de communes française, située dans le département de la Dordogne, en région Aquitaine.
Elle faisait partie du Pays du Grand Bergeracois.

## Histoire
Elle est créée avec neuf communes le 20 décembre 2001 pour une prise d'effet au 1er janvier 2002.
Le 1er janvier 2010, la commune de Monfaucon y adhère à son tour.
Au 1er janvier 2013, la communauté de communes s'associe avec deux autres intercommunalités pour former la communauté d'agglomération bergeracoise.

## Composition
De 2010 à 2012, elle regroupait dix des douze communes du canton de la Force (seules Ginestet et Les Lèches en étaient absentes) :
1. Bosset
2. Le Fleix
3. La Force
4. Fraisse
5. Lunas
6. Monfaucon
7. Prigonrieux
8. Saint-Georges-Blancaneix
9. Saint-Géry
10. Saint-Pierre-d'Eyraud

## Administration
| Période      | Période       | Identité           | Étiquette | Qualité                                                         |
| ------------ | ------------- | ------------------ | --------- | --------------------------------------------------------------- |
| janvier 2002 | avril 2008    | François Lasternas | MRC       | Maire de Prigonrieux (1977-2008) Conseiller général (1979-2004) |
| avril 2008   | décembre 2012 | Armand Zaccaron    | PCF       | Maire de La Force depuis 2001 Conseiller général depuis 2004    |

## Compétences
- Activités culturelles ou socioculturelles
- Assainissement collectif
- Cadre de vie
- Développement économique
- Plans locaux d'urbanisme
- Programme local de l'habitat
- Schéma de secteur
- Voirie
- Zones d'activités industrielle, commerciale, tertiaire, artisanale ou touristique
- Zones d'aménagement concerté (ZAC)

### Sources
- Le SPLAF (Site sur la Population et les Limites Administratives de la France)
- La base ASPIC de la Dordogne - (Accès des Services Publics aux Informations sur les Collectivités)